# Serie B 1958-1959 (pallacanestro femminile)
La Serie B di pallacanestro femminile 1958-1959 è stato il secondo livello del ventottesimo campionato organizzato dalla Federazione Italiana Pallacanestro.
I gironi all'italiana erano divisi in qualificazioni regionali e semifinali interregionali. La vittoria vale due punti e la sconfitta uno. Le due squadre finaliste vengono promosse alla Serie A, le retrocesse alla Promozione.

## Girone meridionale

### Classifica
|  |    | Serie B girone ? 1958-1959 | Pt | G | V | P | PtF | PtS |
|  | -- | -------------------------- | -- | - | - | - | --- | --- |
|  | 1. | Savoia Fides Napoli        | 15 | 8 | 7 | 1 | 391 | 246 |
|  | 2. | UCSI Palermo               | 15 | 8 | 7 | 1 | 347 | 253 |
|  | 3. | Polisportiva Acese         | 11 | 8 | 3 | 5 | 245 | 325 |
|  | 4. | Polisportiva Messina       | 10 | 8 | 2 | 6 | 225 | 308 |
|  | 5. | Dopolavoro Stanic Bari     | 9  | 8 | 1 | 7 | 306 | 382 |

### Calendario
| Prima giornata |                |  |
|                |                |  |
| 30-27          | Acese-Messina  |  |
| 37-33          | Palermo-Napoli |  |
|                | Riposa: Bari   |  |

| Quarta giornata |

| Seconda giornata |                 |  |
| 8 feb. 1959      |                 |  |
| 22-36            | Messina-Palermo |  |
| 41-45            | Bari-Acese      |  |
|                  | Riposa: Napoli  |  |

| Terza giornata |

| Quinta giornata |

## Semifinali

### Girone A a Modena
|  |    | Semifinale A 1958-1959 | Pt | G | V | P | PtF | PtS |
|  | -- | ---------------------- | -- | - | - | - | --- | --- |
|  | 1. | Hausbrandt Montecatini | 4  | 2 | 2 | 0 | 78  | 70  |
|  | 2. | Comense Como           | 2  | 2 | 1 | 1 | 52  | 52  |
|  | 3. | Marina La Spezia       | 0  | 2 | 0 | 2 | 64  | 72  |

Verdetti
- L'Hausbrandt Montecatini accede alla finale per il titolo di Serie B 1958-1959.

### Girone B a Pisa
|  |    | Semifinale B 1958-1959 | Pt | G | V | P | PtF | PtS |
|  | -- | ---------------------- | -- | - | - | - | --- | --- |
|  | 1. | Fontana Bologna        | 4  | 2 | 2 | 0 | 84  | 49  |
|  | 2. | Fides Napoli           | 2  | 2 | 1 | 1 | 78  | 87  |
|  | 3. | Julia Trieste          | 0  | 2 | 0 | 2 | 58  | 84  |

Verdetti
- Il Fontana Bologna accede alla finale per il titolo di Serie B 1958-1959.

## Finale per il titolo
| Montecatini Terme 17 maggio 1959 | Hausbrandt Montecatini | 25 – 41 | Fontana Bologna |  |

| Bologna 25 maggio 1959 | Fontana Bologna | 25 – 18 | Hausbrandt Montecatini |  |

## Verdetti
- Il Fontana Bologna è campione italiano di Serie B 1958-1959.
- Promosse in Serie A: Fontana Bologna e Hausbrandt Montecatini.